# Michael Laudrup
Michael Laudrup, danski nogometaš in trener, * 15. junij 1964, Frederiksberg, Danska.
Za dansko reprezentanco je odigral 104 uradne tekme in dosegel 37 golov.